# Петрово (Белогорский район)
Петро́во (укр. Петрове, крымскотат. Petrovo, Петрово) — село в Белогорском районе Республики Крым, входит в состав Зуйского сельского поселения (согласно административно-территориальному делению Украины — Зуйского поселкового совета Автономной Республики Крым).

## Население
| 2001 | 2014 |
| ---- | ---- |
| 499  | ↘446 |

Всеукраинская перепись 2001 года показала следующее распределение по носителям языка
| Язык             | Процент |
| ---------------- | ------- |
| русский          | 67.54   |
| крымскотатарский | 24.45   |
| украинский       | 7.82    |
| другие           | 0.2     |

### Динамика численности
| - 1864 год — 91 чел. - 1889 год — 333 чел. - 1892 год — 272 чел. - 1902 год — 254 чел. - 1915 год — 408/9 чел. | - 1926 год — 482 чел. - 1989 год — 463 чел. - 2001 год — 499 чел. - 2009 год — 592 чел. - 2014 год — 446 чел. |

## Современное состояние
На 2017 год в Петрово числится 4 улицы; на 2009 год, по данным поссовета, село занимало площадь 106,4 гектара на которой, в 133 дворах, проживало 592 человека. В селе действуют общеобразовательная школа, сельский клуб, библиотека-филиал № 25, фельдшерско-акушерский пункт, отделение Почты России

## География
Петрово расположено на юго-западе района, в горном Крыму, в пределах Внутренней гряды Крымских гор, на границе с Симферопольским районом. Село лежит у истоков безымянного правого притока реки Фундуклы, высота центра села над уровнем моря — 451 м. Соседние сёла: Барабаново в 300 метрах южнее в горы и Верхние Орешники в 1,7 км на север, ниже по долине. До 1864 года примерно в 1 км южнее села располагалось ныне исчезнувшее село Улан-Эли. Расстояние до райцентра — около 33 километров (по шоссе), до ближайшей железнодорожной станции Симферополь примерно 27 километров. Транспортное сообщение осуществляется по региональной автодороге 35Н-090 Зуя — Барабаново (по украинской классификации — С-0-10314).

## История
Село Петрово возникло на месте заброшенного поселения Караит-Эли, которое, как Кара ойлу Даирского кадылыка Акмечетского каймаканства, упоминалось в Камеральном Описании Крыма… 1784 года. После присоединения Крыма к России 8 февраля 1784 года, вследствие эмиграции крымских татар в Турцию, деревня опустела и в Ведомости о всех селениях в Симферопольском уезде состоящих с показанием в которой волости сколько числом дворов и душ… от 9 октября 1805 года, уже не записана, а на военно-топографической карте генерал-майора Мухина 1817 года Караит-Эли обозначен как пустующий.
Видимо, в первой половине XIX века, согласно тогдашней практике, пустующее место заселили отставными солдатами. На карте 1836 года в деревне  Петровская 10 дворов, а на карте 1842 года обозначена условным знаком «малая деревня», то есть, менее 5 дворов. В «Списке населённых мест Таврической губернии по сведениям 1864 года», составленном по результатам VIII ревизии 1864 года, Петрова — казённое русское сельцо в Зуйской волости с 15 дворами и 91 жителем при колодцах. По обследованиям профессора А. Н. Козловского начала 1860-х годов, в селении «имеются в изобилии родники и горные ручейки», также были колодцы с пресной водой глубиной не более 3—5 саженей (6—10 м). На трёхверстовой карте Шуберта 1865—1876 года в деревне Петровская — 16 дворов. В «Памятной книге Таврической губернии 1889 года» по результатам Х ревизии 1887 года записан Петровск с 62 дворами и 333 жителями.

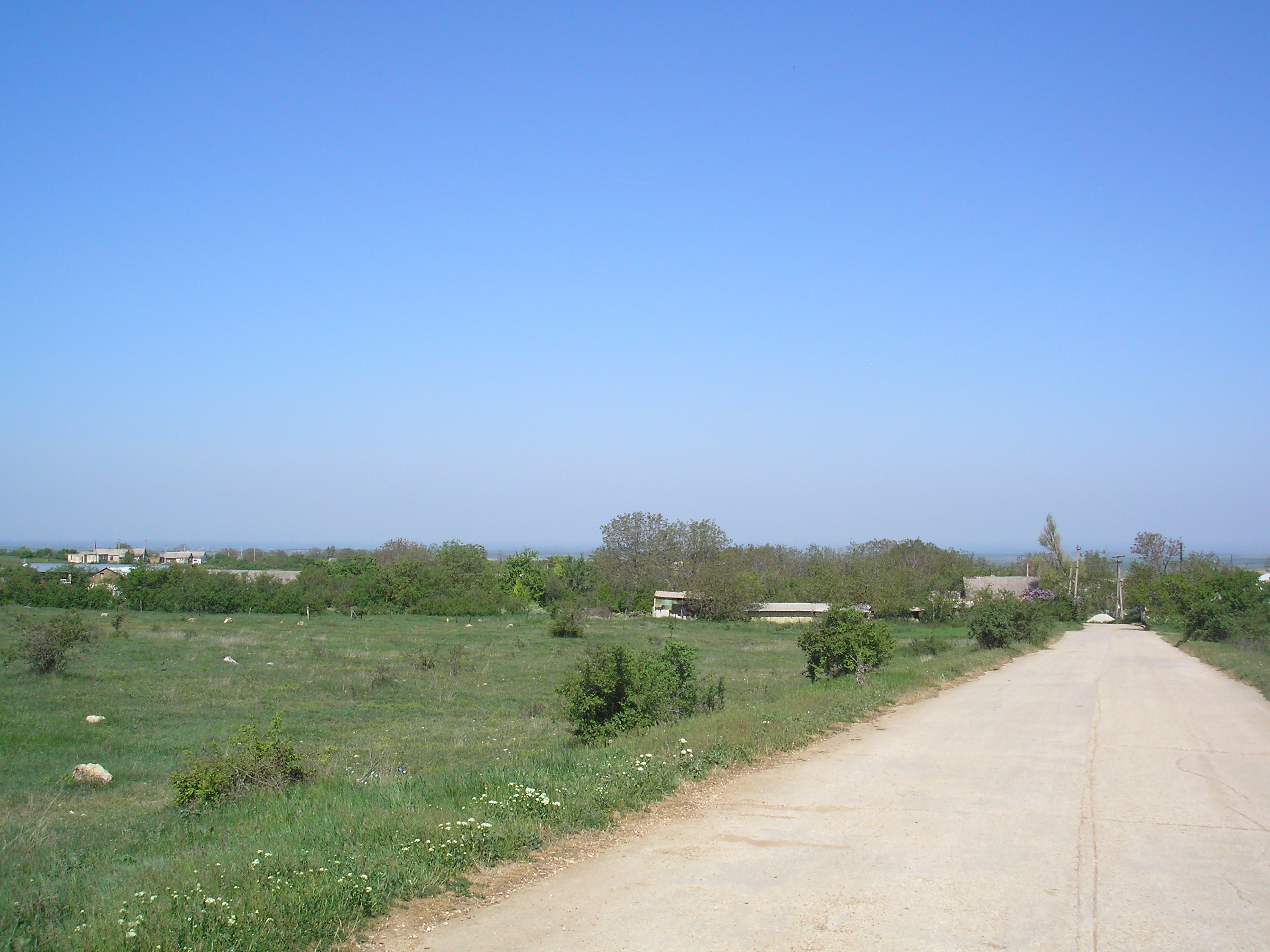

После земской реформы 1890-х годов деревня осталась в составе преобразованной Зуйской волости. На верстовой карте 1890 года в деревне также обозначено 32 двора с русским населением. Согласно «…Памятной книжке Таврической губернии на 1892 год», в деревне Петрово, входившей в Барабановское сельское общество, было 272 жителя в 55 домохозяйствах, на 268 десятинах общинной земли. По «…Памятной книжке Таврической губернии на 1902 год» в деревне Петрово, входившей в Барабановское сельское общество, числилось 254 жителя в 33 домохозяйствах. По Статистическому справочнику Таврической губернии. Ч.II-я. Статистический очерк, выпуск шестой Симферопольский уезд, 1915 год, в деревне Петрово Зуйской волости Симферопольского уезда числилось 54 двора с русским населением в количестве 408 человек приписных жителей и 9 — «посторонних», из которых 206 мужчин и 202 женщины. Жители владели 258 десятинами удобной земли. В хозяйствах имелось 196 лошадей, 92 вола, 101 корова и 217 голов мелкого скота.
После установления в Крыму Советской власти, по постановлению Крымревкома от 8 января 1921 года была упразднена волостная система и село включили в состав вновь созданного Подгородне-Петровского района Симферопольского уезда, а в 1922 году уезды получили название округов. 11 октября 1923 года, согласно постановлению ВЦИК, в административное деление Крымской АССР были внесены изменения, в результате которых был ликвидирован Подгородне-Петровский район и образован Симферопольский и село включили в его состав. Согласно Списку населённых пунктов Крымской АССР по Всесоюзной переписи 17 декабря 1926 года, в селе Петрово, Нейзацкого сельсовета Симферопольского района, числилось 88 дворов, из них 82 крестьянских, население составляло 482 человека, все русские, действовала русская школа. Постановлением ВЦИК от 10 июня 1937 года был образован новый, Зуйский район, в который вошло село. В период оккупации Крыма, 13 и 14 декабря 1943 года, в ходе операций «7-го отдела главнокомандования» 17 армии вермахта против партизанских формирований, была проведена операция по заготовке продуктов с массированным применением военной силы, в результате которой село Петрово было сожжено и все жители вывезены в Дулаг 241.
В 1944 году, после освобождения Крыма от фашистов, 12 августа 1944 года было принято постановление № ГОКО-6372с «О переселении колхозников в районы Крыма» и в сентябре 1944 года в район приехали первые новоселы (212 семей) из Ростовской, Киевской и Тамбовской областей, а в начале 1950-х годов последовала вторая волна переселенцев из различных областей Украины. С 25 июня 1946 года Петрово в составе Крымской области РСФСР, а 26 апреля 1954 года Крымская область была передана из состава РСФСР в состав УССР. Административное подчинение (на уровне сельсовета) в предвоенное и послевоенное время пока не установлено, известно, что на 1968 год село уже входило в состав Зуйского поссовета. После ликвидации в 1959 году Зуйского района, село включили в состав Симферопольского. Время включения в Зуйский поссовет пока не установлено: на 15 июня 1960 года село уже числилось в его составе. Указом Президиума Верховного Совета УССР «Об укрупнении сельских районов Крымской области», от 30 декабря 1962 года Симферопольский район был упразднён и село присоединили к Белогорскому. По данным переписи 1989 года в селе проживало 463 человека. С 12 февраля 1991 года село в восстановленной Крымской АССР, 26 февраля 1992 года переименованной в Автономную Республику Крым. С 21 марта 2014 года — в составе Республики Крым России.